# Volkswagen Transporter
Volkswagen Transporter er et erhvervskøretøj fra Volkswagen. Modellen fra og med T4 har frontmotor og afløste den hækmotoriserede Type 2 i 1990.

## T1 – Type 2 (1950–1967)
Volkswagen Type 2 var i starten afledt af Volkswagen Type 1 (Volkswagen type 1). Volkswagen Type 2 (T1) var første generation af Volkswagen Transporter familien.

## T2 – Type 2 (1967–1979)
Volkswagen Type 2 T2 platformen blev markedsført fra 1967 og op til 1979. Fra 1972 med en Volkswagen Type 4 motor som mulighed.

## T3 – Type 2 (1979–1992)
Volkswagen Type 2 (T3), også kendt som T25, eller Vanagon i USA, var en af de sidste nye Volkswagen platforme, som anvendte en luftkølet motor. Volkswagen luftkølede motorer blev efterfulgt af en vandkølet boksermotor (stadig hækmotor i 1983.
Alle type 2 er så eftertragtede, at et renoveret eksemplar kan sælges for over 1 million kr.

## Eurovan versioner
Modellen sælges i Europa under følgende navne i følgende versioner:
- Transporter kassevogne, ladvogne, dobbeltkabiner, mandskabsvogne og minibusser
- Transporter All-Rounder halvt lukkede kassevogne med ruder hele vejen rundt, med lille skillevæg
- Caravelle minibusser
- Multivan MPV'er
- California autocampere
- Shuttle minibusser

## Første Eurovan generation (T4) (1990−2003)
"Volkswagen T4" skal ikke forveksles med Volkswagen Type 4.
Første generation af Eurovan-serien med typebetegnelsen T4 eller 70 kom på markedet i 1990. I modsætning til forgængeren, som havde hækmotor og baghjulstræk, havde T4 frontmotor og forhjulstræk.

## Anden Eurovan generation (T5) (2003−2015)
I 2003 introducerede Volkswagen en ny udgave af Eurovan med typebetegnelsen T5.
Modellen kunne fra starten fås med 4- og 6-cylindrede benzinmotorer og 4- og 5-cylindrede dieselmotorer.
I 2009 fik modellen et større facelift med front fra Golf VI og Passat B7. Samtidig fik dieselmotorerne 4-ventilteknik og commonrail-indsprøjtning.